# Thomas Hunter (Schauspieler)

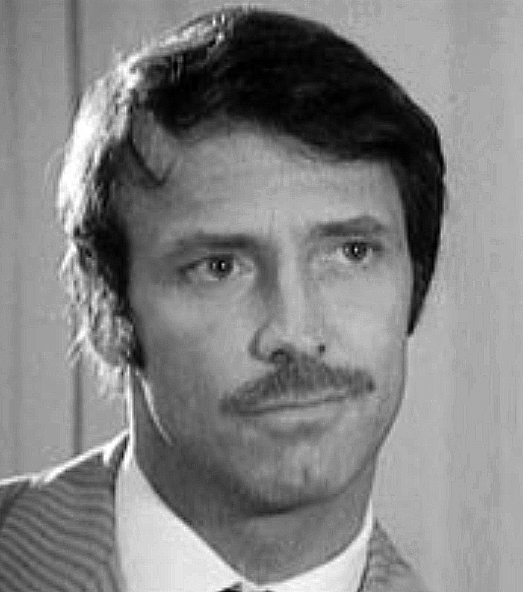
Thomas Hunter

Thomas Hunter (* 19. Dezember 1932 in Savannah, Georgia; † 27. Dezember 2017 in Norwalk, Connecticut) war ein US-amerikanischer Schauspieler und Autor.

## Leben
Hunter nahm Schauspielunterricht in New York City, u. a. bei Uta Hagen und Wynn Handman. Nach Aufträgen als Model und für Werbespots verschaffte ihm sein Bekannter, der Sänger Johnny Mercer, eine Rolle im 1965 gedrehten Spielfilm What Did You Do in the War, Daddy?. Ein Zufallstreffen mit Dino De Laurentiis führte zu Auftritten in Europa, meist für italienisch produzierte Genrefilme, denen er bis 1976 treu blieb. Daneben leitete er eine Schauspielgruppe in Rom, die im Gewölbe einer Kirche spielte.
Mitte der 1970er Jahre in die Vereinigten Staaten zurückgekehrt, widmete sich Hunter dem Schreiben von Bühnenstücken und gelegentlich dem von Drehbüchern, so für Der letzte Countdown aus dem Jahr 1980. Er lebte in Rhode Island.

## Filmografie (Auswahl)
- 1966: Eine Flut von Dollars (Un fiume di dollari)
- 1967: Drei Pistolen gegen Cesare (Tre pistole contro Cesare)
- 1967: Liebesnächte in der Taiga
- 1968: Carrera – Das Geheimnis der blonden Katze (El magnifico Tony Carrera)
- 1968: Schlacht um Anzio (Lo sbarco di Anzio)
- 1969: Die zum Teufel gehen (La legione dei dannati)
- 1969: Fließband ins Jenseits (Revenge)
- 1971: Carlos
- 1971: Gebissen wird nur nachts – das Happening der Vampire
- 1971: X 312 – Flug zur Hölle
- 1973: Die Schlange (Le Serpent)
- 1974: Wer stirbt schon gerne unter Palmen
- 1975: Ein Mann rechnet ab (The Human Factor) (auch Drehbuch)
- 1976: Treffpunkt Todesbrücke (Cassandra Crossing)
- 1976: Die Killer der Apokalypse (La legge violenta della squadra anticrimine)
- 1980: Der letzte Countdown (The Final Countdown) (nur Drehbuch)
- 1983: Ausgetrickst (The Act)
- 2008: Tom Runs Red (Dokumentarfilm)